# Optimistische Tragödie (1971)
Optimistische Tragödie ist ein im Auftrag des Fernsehens der DDR hergestellter Fernsehfilm der DEFA von Manfred Wekwerth aus dem Jahr 1971 nach dem gleichnamigen Revolutionsstück von Wsewolod Witaljewitsch Wischnewski aus dem Jahr 1932.

## Handlung
Es ist die Geschichte einer jungen bolschewistischen Kommissarin, deren Auftrag es Anfang 1918 ist, eine anarchistische Matrosenabteilung zum ersten regulären Marine-Regiment der Roten Armee zu formieren. Sie kommt auf ein in Petrograd gelegenes Kriegsschiff, auf dem anscheinend alles durch Mehrheitsbeschluss geregelt wird. In Wirklichkeit bestimmt aber der Anführer das Geschehen. Deshalb wird die Kommissarin nur unter Widerspruch geduldet. Einen Matrosen, der sie  zu vergewaltigen versucht, erschießt die Kommissarin kurzerhand und hat dann erst einmal Ruhe vor den Matrosen. Es gibt auf diesem Schiff der baltischen Flotte nur einen Kommunisten, den Finnen Waionen. Etwas später kommt dann auch noch ein ehemals zaristischer Offizier an Bord, der im Auftrag der bolschewistischen Partei das Kommando übernehmen soll. Hiermit sind die Anarchisten überhaupt nicht  einverstanden. 
Nachdem eine alte Frau das Schiff betritt und behauptet, ihre Geldbörse wurde von einem Matrosen gestohlen, wird sofort ein Sympathisant der Kommissarin als Täter ermittelt und gefesselt über Bord geworfen. Als nun aber die Dame ihr verloren geglaubtes Stück wiederfindet, widerfährt ihr das gleiche Schicksal. Die Aufgabe dieser neu formierten Matrosenabteilung war, die an der Südfront bei Odessa gegen die deutschen Truppen kämpfende Rote Armee zu unterstützen. Große Teile dieses Marsches verliefen ohne Probleme. Zwar gab es immer wieder Forderungen, den Offizier, als Vertreter der alten Ordnung, zu erschießen, doch konnten sich die Anarchisten damit nicht durchsetzen. Erst die Ankündigung einer Verstärkung verschafft ihnen neuen Auftrieb. Zwei aus der deutschen Kriegsgefangenschaft heimkehrende verwundete Offiziere wurden nur auf Grund ihres Dienstranges von ihnen erschossen. 
Doch im Laufe der Zeit gelingt es der Kommissarin, den Matrosen Alexej, einen der Vertrauten des gegnerischen Anführers, auf ihre Seite zu ziehen. Als sie den Befehl geben soll, den Offizier zu erschießen, verliest sie das überraschende Urteil, dass der Anführer der Anarchisten wegen mehrfachen Mordes erschossen werden soll. Den Befehl zur Ausführung erhält der Matrose Alexej, der dadurch die Position der Kommissarin stärkt. Als die angekündigte Verstärkung eintrifft, ist ihre Position schon so gefestigt, dass diese ihrem Kommando folgen. Nach einem langen beschwerlichen Marsch kommen sie schließlich an der Front an. Hier wurde Waionen während des Wachdienstes von dem Helfer des Anführers heimtückisch erstochen, der dem Gegner dadurch das Vorhaben der Bolschewiken verraten konnte. Ein großer Teil des Regimentes kam dadurch in deutsche Gefangenschaft. Vor dem verabredeten Angriffszeitpunkt versuchen die Gefangenen mit verschiedenen Maßnahmen ihre Hinrichtung zu verhindern, was ihnen auch gelingt. Der nun folgende Kampf fordert mehrere Tote, darunter auch die Kommissarin.

## Produktion
Optimistische Tragödie wurde auf ORWO-Color gedreht und hatte am 6. Juni 1971 im 1. Programm des Fernsehens der DDR Premiere. Am 26. Juni 1971 erfolgte in einer Sondervorstellung im Berliner Kino International die Farbpremiere auf der großen Leinwand. Am 6. November 1971 wurde der Film im 2. Programm des DFF erstmals im Fernsehen in Farbe gesendet. 
An die Dreharbeiten erinnerte sich Manfred Weckwerth in der Zeitschrift Ossietzky: „Wir hatten im DEFA-Studio für Spielfilme in Babelsberg, heute kaum vorstellbar, für die Dauer der halbjährigen Dreharbeiten ständig zwei Hallen zur Verfügung. Die große Mittelhalle, heute Marlene-Dietrich-Halle, war die unendliche Weite, die die Matrosen bei ihrem Marsch von Kronstadt bis zum Schwarzen Meer zurückzulegen hatten; in der etwas kleineren Halle 5 stand, von dem Bühnenbildner und Maler Karl von Appen kühn entworfen, ein konstruktivistisches Gebilde, ein Schiff der Baltischen Flotte andeutend. Es gab der Regie viele Möglichkeiten für Massenszenen von großen choreographischen Bewegungen. Gedreht wurde nur nachts, da wir bei voll ausgeleuchteter Halle so viel Strom verbrauchten wie eine mittlere Stadt – so viel konnten wir tagsüber nicht bekommen. Die Nachtarbeit hatte einen Vorteil: Wir konnten ein Ensemble von Schauspielern zusammenstellen, die am Tage viele Verpflichtungen bei Theaterproben oder Fernsehaufnahmen hatten.“

## Kritik
Gisela Herrmann meinte in der Berliner Zeitung, dass schon Wischnewski für sein Schauspiel die Möglichkeiten angrenzender Kunstarten nutzte, aber jetzt hier eine einzigartige Synthese von Bildkunst, Bühnenästhetik, Musik und Farbe entstand. Mit staunenswerter darstellerischer Akribie weiß das gesamte Ensemble die ihnen gestellten Aufgaben zu erfüllen.  Es wird von diesem — nationalpreiswürdigem! — Film noch oft die Rede sein!
Barbara Faensen schreibt in der Neuen Zeit: „Das Beste der zurückliegenden Woche hier zuerst: Manfred Wekwerths Fernsehfilm ‚Optimistische Tragödie‘ nach dem Schauspiel von Wsewolod Wischnewski. Hier wurde nicht einfach ein gutes, bühnenwirksames Drama verfilmt, es zeichnete sich vielmehr durch eine Fülle dramaturgischer Einfälle und die hervorragende Regie ein neues Genre ab, das vielleicht einmal als Fernsehtheater zu bezeichnen sein wird, denn es ist viel mehr, als es die Onginal-Uebertragung eines Bühnenstücks sein kann und arbeitet mit viel weniger optischen Raffinessen als die uns geläufigen Fernsehspiele.“
Für Rainer Kerndl vom Neuen Deutschland bedeutet Wekwerths Film eine mit hoher Folgerichtigkeit gemeisterte Übertragung des Bühnenstückes ins Medium des Fernsehens, dessen Mittel und Möglichkeiten mit strenger Disziplin genutzt werden. Schiffsdeck und offene Landschaft sind nicht „naturalistisch“ fotografiert, sie werden, durch stilisierte Atelierbauten vorgegeben, von den Darstellern, der Regle, der Bildführung assoziiert. Massenszenen sind komponiert, zielen dabei nie auf optische Effekte, trachten vielmehr mit optischem Eindruck nach geistiger Durchdringung. Mit filmästhetischen Mitteln werden Situationen und ihre Funktion für die Geschichte verdeutlicht, werden bildhaft im besten Sinne.